# 董汲
董汲（?—?），字及之。北宋东平（今山东东平县）人。
生卒年不詳。自幼體弱多病，早年進士不第，急於養親，轉而習醫。治病多有奇效，尤擅長小兒科，精治天花。與兒科名醫錢乙同鄉且友好。元祐七年（1092年）冬，東平爆發天花流行，董汲用白虎湯治療獲效。次年撰著《小儿斑疹备急方论》一卷。另著有《脚气治法总要》二卷，以及《旅舍備要方》一卷。1958年商务印书馆刊印《董汲医学论著三种》中。